# Tumornecrosefactor β
Tumornecrosefactor bèta TNF-β, ook wel bekend als lymfotoxine, is een van de twee tumornecrosefactoren en daarmee een cytokine. De andere tumornecrosefactor is tumornecrosefactor α TNFα. Het is een eiwit dat wordt gemaakt door cytotoxische T-cellen van het immuunsysteem die viraal geïnfecteerde cellen ombrengen. Het gen voor TNF-β ligt op chromosoom 6 van het humane genoom.
TNF-β behoort tot de TNF-familie van liganden voor de receptoren TNFR1 en TNFR2. TNF-β wordt geproduceerd door zowel geactiveerde T- als B-cellen en heeft een vergelijkbare functie als TNF-alfa. TNF-β speelt een rol bij verschillende biologische processen waaronder proliferatie van B- en T-cellen, apoptose, vetmetabolisme en neurotransmissie.
TNF-β wordt geproduceerd als oplosbaar polypeptide en kan heterotrimeren vormen met de lymfotoxine-bètareceptor die TNF-β aan het celoppervlak kan binden. TNF-β is cytotoxisch voor een breed spectrum van tumorcellen. 